# Kommunanz Reckingen-Gluringen/Grafschaft

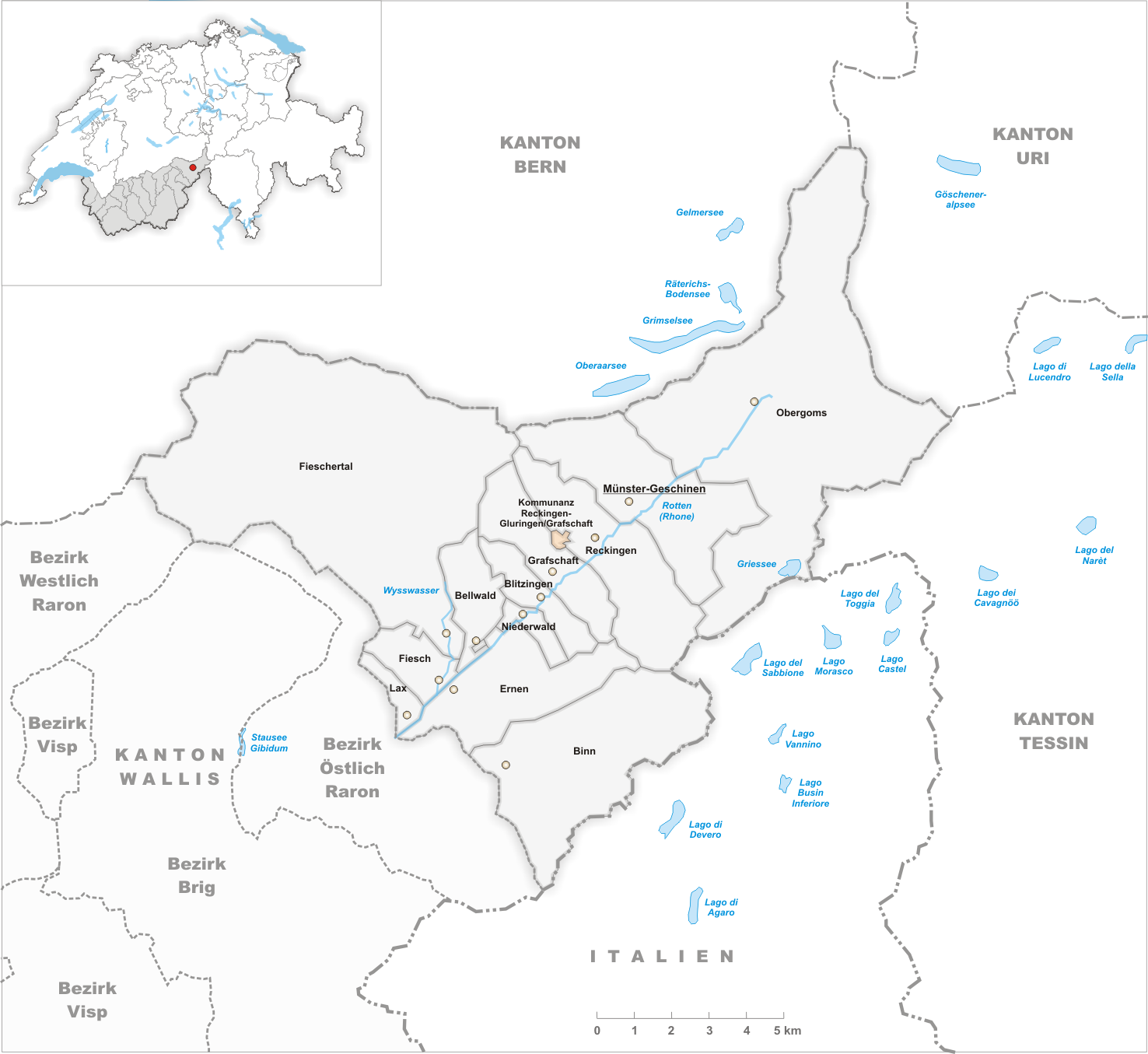
Gemeindestand vor der Auflösung am 1. Januar 2017

Die Kommunanz Reckingen-Gluringen/Grafschaft war bis am 31. Dezember 2016 ein Gemeinschaftsareal im Schweizer Kanton Wallis.
Durch die Fusion am 1. Januar 2017 der Gemeinden Blitzingen, Grafschaft, Münster-Geschinen, Niederwald und Reckingen-Gluringen zur neuen Gemeinde Goms wurde das Gemeinschaftsareal aufgelöst. Die ehemalige Kommunanz trug bis zu ihrer Auflösung am 31. Dezember 2016 die BFS-Nummer 6391, die sie 2004 erhalten hatte (frühere BFS-Nummer: 6072).

## Geographie
Das unbewohnte subalpine Gebiet besteht aus einem steilen Talkessel, genannt Löüwene, der sich am südostexponierten Abhang des Ritzihorns auf einer Höhe von 1900 bis 2200 m ü. M. erstreckt. Es liegt oberhalb des Schwemmkegels, der sich zwischen den Ortschaften Ritzingen und Gluringen ins Tal ergossen hat.

## Politische Zugehörigkeit und Namensgebung
Das knapp unter einem Quadratkilometer grosse Territorium stand im Gemeinschaftsbesitz zweier Gemeinwesen: Reckingen-Gluringen und Grafschaft VS im Obergoms.
Die Kommunanz Reckingen-Gluringen/Grafschaft wurde vom Bundesamt für Statistik unter der Gemeindenummer 6391 geführt. Sie hiess bis zum 31. Dezember 2003 offiziell Kommunanz Gluringen-Ritzingen und trug die BFS-Nr. 6072.
Seit dem Jahrtausendwechsel hatte das Gebiet als Folge von Gemeindefusionen, in welche beide vormaligen Besitzer involviert waren, mehrfach den Namen gewechselt:
- 2001 schloss sich die frühere Gemeinde Ritzingen mit Biel VS und Selkingen zur neuen Gemeinde Grafschaft VS zusammen.
- im Oktober 2004 fusionierten die früheren Gemeinden Gluringen und Reckingen VS zur Gemeinde Reckingen-Gluringen.

Für die Zwischenphase (2001–2003) war deshalb auch von der Kommunanz Gluringen/Grafschaft die Rede.